# Giro del Veneto 2002
Il Giro del Veneto 2002, settantaquattresima edizione della corsa, si svolse il 24 agosto 2002 su un percorso di 199,8 km. La vittoria fu appannaggio dell'italiano Danilo Di Luca, che completò il percorso in 5h03'00", precedendo lo svizzero Laurent Dufaux e il connazionale Davide Rebellin.
Sul traguardo di Padova 101 ciclisti, su 153 partiti dalla medesima località, portarono a termine la competizione.

## Ordine d'arrivo (Top 10)
| Pos. | Corridore            | Squadra                   | Tempo    |
| ---- | -------------------- | ------------------------- | -------- |
| 1    | Danilo Di Luca       | Saeco-Longoni Sport       | 5h03'00" |
| 2    | Laurent Dufaux       | Alessio                   | s.t.     |
| 3    | Davide Rebellin      | Gerolsteiner              | s.t.     |
| 4    | Francesco Casagrande | Fassa Bortolo             | s.t.     |
| 5    | Michael Rasmussen    | CSC-Tiscali               | s.t.     |
| 6    | Andrea Ferrigato     | Alessio                   | a 9"     |
| 7    | Gianluca Bortolami   | Tacconi Sport-Emmegi      | s.t.     |
| 8    | Massimiliano Gentili | Acqua & Sapone-Cantina T. | s.t.     |
| 9    | Christian Gasperoni  | Acqua & Sapone-Cantina T. | s.t.     |
| 10   | Uroš Murn            | Formaggi Trentini         | s.t.     |